# 前田稔輝
前田 稔輝（まえだ じんき、1996年9月25日 - ）は、日本のプロボクサー。大阪府守口市出身。グリーンツダボクシングクラブ所属。

## 来歴
6歳から守口市日本拳法連盟の道場で日本拳法を始めた。大阪商業大堺高校卒業後、大阪商業大学に入学。日本拳法は大学卒業まで続け、16年間で全国大会10冠を達成した、ボクシングでもそれがルーツになっていると評される。
2019年4月21日、プロデビュー戦を1回TKO勝ち。
2019年12月22日、西日本フェザー級新人王として、東軍代表亀田京之介を相手に4回2-1（39-37、39-38、37-39）判定勝ちで全日本新人王と敢闘賞を獲得。
2022年8月7日、大阪府枚方市のKTM河本工業総合体育館でジュンリエル・ラモナルと対戦し、2回0分35秒でKO勝ちした。
2022年12月3日、後楽園ホールにて日本フェザー級・WBOアジアパシフィックフェザー級王者の阿部麗也に挑戦し、12回判定負けを喫し、王座獲得に失敗した。
2024年2月22日、後楽園ホールにて元WBOアジアパシフィックフェザー級王者で日本同級王者の松本圭佑に挑戦し、10回0-3（92-96×3）の判定負けを喫し王座獲得に失敗した。

## 戦績
- プロボクシング - 15戦13勝（8KO）2敗

| 戦           | 日付           | 勝敗 | 時間    | 内容    | 対戦相手                    | 国籍       | 備考                                                |
| ------------ | -------------- | ---- | ------- | ------- | --------------------------- | ---------- | --------------------------------------------------- |
| 1            | 2019年4月21日  | ☆    | 1R      | TKO     | 垣内元気(白鷺)              | 日本       | プロデビュー戦                                      |
| 2            | 2019年7月13日  | ☆    | 1R      | KO      | 山下翔也(本橋)              | 日本       |                                                     |
| 3            | 2019年11月10日 | ☆    | 4R      | 判定3-0 | 福永輝(沖縄ワールドリング)  | 日本       |                                                     |
| 4            | 2019年12月22日 | ☆    | 4R      | 判定2-1 | 亀田京之介(花形)            | 日本       | 2019年度全日本フェザー級新人王決定戦                |
| 5            | 2020年8月9日   | ☆    | 2R 1:47 | TKO     | 飯見嵐(ワタナベ)            | 日本       |                                                     |
| 6            | 2020年12月27日 | ☆    | 2R 2:18 | KO      | 大久保海都(寝屋川石田)      | 日本       |                                                     |
| 7            | 2021年4月11日  | ☆    | 4R      | 判定3-0 | 藤田裕史(井岡)              | 日本       |                                                     |
| 8            | 2021年8月8日   | ☆    | 6R      | 判定3-0 | 東祐也(北海道畠山)          | 日本       |                                                     |
| 9            | 2022年2月8日   | ☆    | 8R      | 判定2-1 | 木村蓮太朗(駿河男児)        | 日本       |                                                     |
| 10           | 2022年8月7日   | ☆    | 2R 0:35 | KO      | ジュンリエル・ラモナル      | フィリピン |                                                     |
| 11           | 2022年12月3日  | ★    | 12R     | 判定0-2 | 阿部麗也(KG大和)            | 日本       | 日本・WBOアジアパシフィックフェザー級タイトルマッチ |
| 12           | 2023年6月18日  | ☆    | 3R 1:23 | KO      | ナッタコン シットパーヴィー | タイ       |                                                     |
| 13           | 2023年8月6日   | ☆    | 7R 1:41 | KO      | ピパット チャイポーン       | タイ       |                                                     |
| 14           | 2023年12月10日 | ☆    | 2R 0:36 | TKO     | アタノン・クンラウォン      | タイ       |                                                     |
| 15           | 2024年2月22日  | ★    | 10R     | 判定0-3 | 松本圭佑(大橋)              | 日本       | 日本フェザー級タイトルマッチ                        |
| テンプレート |                |      |         |         |                             |            |                                                     |

## 獲得タイトル
- 全日本フェザー級新人王